# 十一份集福宮
24°50′07″N 121°14′31″E / 24.835337°N 121.241992°E
十一份集福宮，又稱掌牛伯公廟，是位於臺灣桃園市龍潭區佳安里、水利署北區水資源局大草坪的土地祠，為該處居民與公務員的信仰場所。

## 伯公
位在北區水資源局大草坪榕樹下的土地公廟，信眾多有水利署的公務人員，也因此廟身橫批寫「聰明正直」。時任石門水庫管理局局長的李鐵民曾說，該廟在石門水庫興建前就已存在，一直是佳安村、大平村、石門水庫管理局眷舍及中科院一、二村民眾最信奉的地方。該廟又稱為「掌牛伯公廟」，因昔日當地牧童會來請託此神尋找走失牛隻。
石門水庫管理局興建時，當時規劃人員有意遷移此廟，遭村民反對，規劃人員也不明緣故生病，最後決定不移動。2003年7月11日土地公神像被竊，此後無下落。儘管主神失蹤，但該年中元節，周邊信徒依舊到場對牌位處祭拜，小廟前人聲鼎沸，並開玩笑說伯公去辦事了。2004年，當地佳安村村民在桃園縣政府文化局輔導下自組的舞台劇團「好小劇場」上演首齣戲劇《掌牛伯公失竊記》，希望找回神像並抒發居民感情。

新神像

後來北區水資源局規劃新的伯公廟，另塑神像。新任北區水資源局局長黃宏莆為感恩此廟神明，在2016年初指示該局編列預算修繕、補漆並清洗天花板、牆面、地面及神座；修繕工程告一段落時，恰逢石門水庫水情轉為正常，黃宏莆還率領該局員工感謝庇佑。

## 榕樹

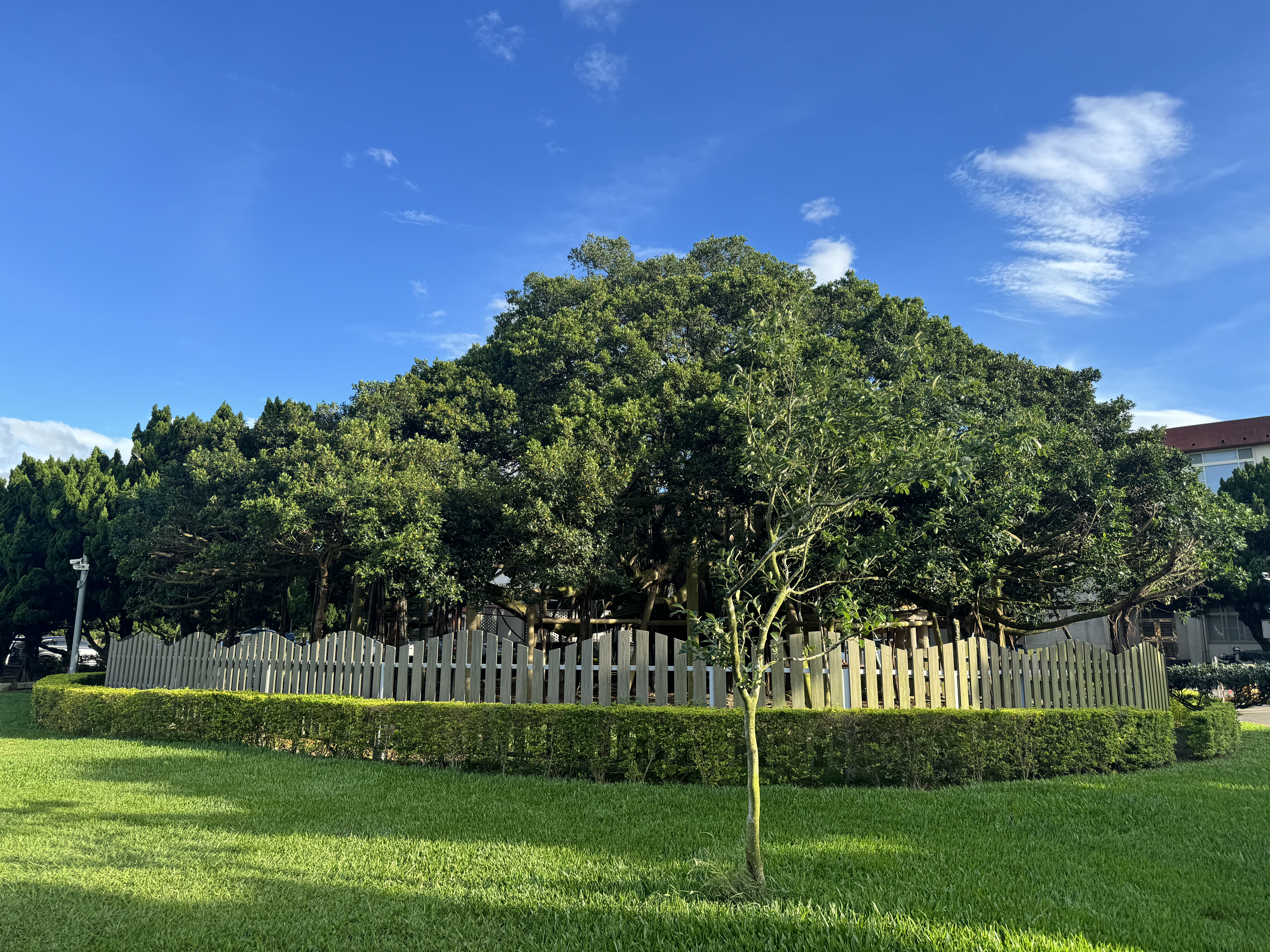
十一份集福宮榕樹

佳安村村長江李桂春表示，此廟的大榕樹為村民李蓋日的父親李火來所植，過去石門水庫管理局員工的孩童會結伴來此嬉戲。2003年9月，地方人士發現冠幅達二百平方公尺、高十一公尺、樹基直徑二點五公尺的老榕樹流出白色汁液、樹皮斑駁隆起，經江李桂春反映後，在次月30日找來林務課課長黃雪珍、行政院農業委員會林業試驗所森林保護組傅春旭、縣議員葉發海等人到場會診，證實這棵被縣府列管在案的老榕樹有桑天牛蟲害。因植物專家在2013年發現老樹因一旁的土地公廟香客眾多導致土壤硬化，水資源局遂請專家改善棲地，讓樹木根系自然向下成長，也於周遭種植杜鵑花，圍出一小塊土地，使民眾不再踩踏。